# Beaumont (Haïti)
Pour les articles homonymes, voir Beaumont.
Beaumont est une commune d'Haïti, située dans le département de Grand'Anse, arrondissement de Corail.

## Démographie
La commune est peuplée de 31 580 habitants(recensement par estimation de 2015).

## Histoire
Le nom de la ville provient du nom de son fondateur, un Français nommé Beaumont.
Beaumont a le statut officiel de ville depuis 1983 et celui, religieux, de paroisse depuis 1959.

## Administration
La commune est composée de trois sections communales :
- 1ère section Beaumont
- 2e section Chardonnette
- 3e section Mouline

La Mairie de Beaumont est gérée par une commission municipale de trois membres avec comme Président Marcel Fortuné (2020 - ) et Jacquet Kersaint et Roselore Joseph, membres.

## Enseignement
Sur le territoire du centre-ville de Beaumont se trouvent 8 écoles privées, mais aussi trois collèges qui atteignent la classe Terminale (NS4) (collège de la Providence, collège Évangélique Baptiste de Beaumont et collège Saint-François) et un lycée (lycée national Sergho Dorestant).
Un orphelinat existe à Beaumont.

## Économie
L'économie de la ville repose essentiellement sur la production agricole (café, igname, maïs, pois…).
Beaumont est la porte d'entrée du Département de la Grand'nse. C'est aussi la plaque tournante de ce département dont elle est le plus grand marché de denrées agricoles. L'igname et le café sont les spécialités de cette commune.  Des marchands viennent de toutes les communes de la Grand'anse, ainsi que de plusieurs communes du Département du Sud à savoir Les Cayes, Maniche, Camp-Perrin, Chantal et Ducis.